# Хамид ибн Саид
Хамид ибн Саид (ум. 13 марта 1792) — третий имам Омана из династии Аль Саид (1786—1792).

## Биография
Второй сын оманского имама Саида ибн Ахмеда (1741—1811), правившего в 1783—1786 годах.
В 1786 году Хамид ибн Саид, второй сын имама, поднял мятеж против власти своего отца. Вначале Хамид со сторонниками захватил форты аль-Джалили и аль-Мирани, подчинив своей власти Маскат. Затем один за другим остальные крепости в Омане перешли под его контроль. Он принял титул сейида и основал свой двор в Маскате. Его отец, Саид ибн Ахмед, остался в Рустаке и сохранил титул имама, но не имел реальной власти в государстве. Многие племена отказались признавать это решение. В стране вспыхнула междоусобица. Таким образом, государство фактически распалось на враждовавшие между собой имамат Оман (внутренние районы страны) и султанат Маскат (её прибрежная часть). Хамид отказался от претензий на управление кочевыми племенами, сосредоточив все силы на развитии торговли и установлении контроля над Ормузским проливом. При нём велась энергичная война с пиратами и были пожалованы многие льготы купцам.
В марте 1792 года Хамид ибн Саид скончался от оспы в Маскате. После смерти Хамида власть в городе захватил его дядя Султан ибн Ахмед (1792 — 1804).
Дети:
- Хиляль ибн Хамид
- Хамид ибн Хамид